# ماجرای عشقی (فیلم ۱۹۳۲)
ماجرای عشقی (انگلیسی: Love Affair) فیلمی در ژانر درام و رمانتیک به کارگردانی ثورنتون فریلند است که در سال ۱۹۳۲ منتشر شد. از بازیگران آن می‌توان به دوروتی مک‌کیل اشاره کرد.